# Ruta 115 (Costa Rica)
La Ruta 115, oficialmente Ruta Nacional Secundaria 115, es una ruta nacional de Costa Rica ubicada en la provincia de Heredia.

## Descripción
En la provincia de Heredia, la ruta atraviesa el cantón de San Pablo (el distrito de San Pablo).